# 142562 Ґретц
142562 Ґретц (142562 Graetz) — астероїд головного поясу, відкритий 10 жовтня 2002 року.
Тіссеранів параметр щодо Юпітера — 3,422.